# Egge-Nord (HX)
Koordinaten: 51° 49′ 38″ N, 8° 57′ 53″ O

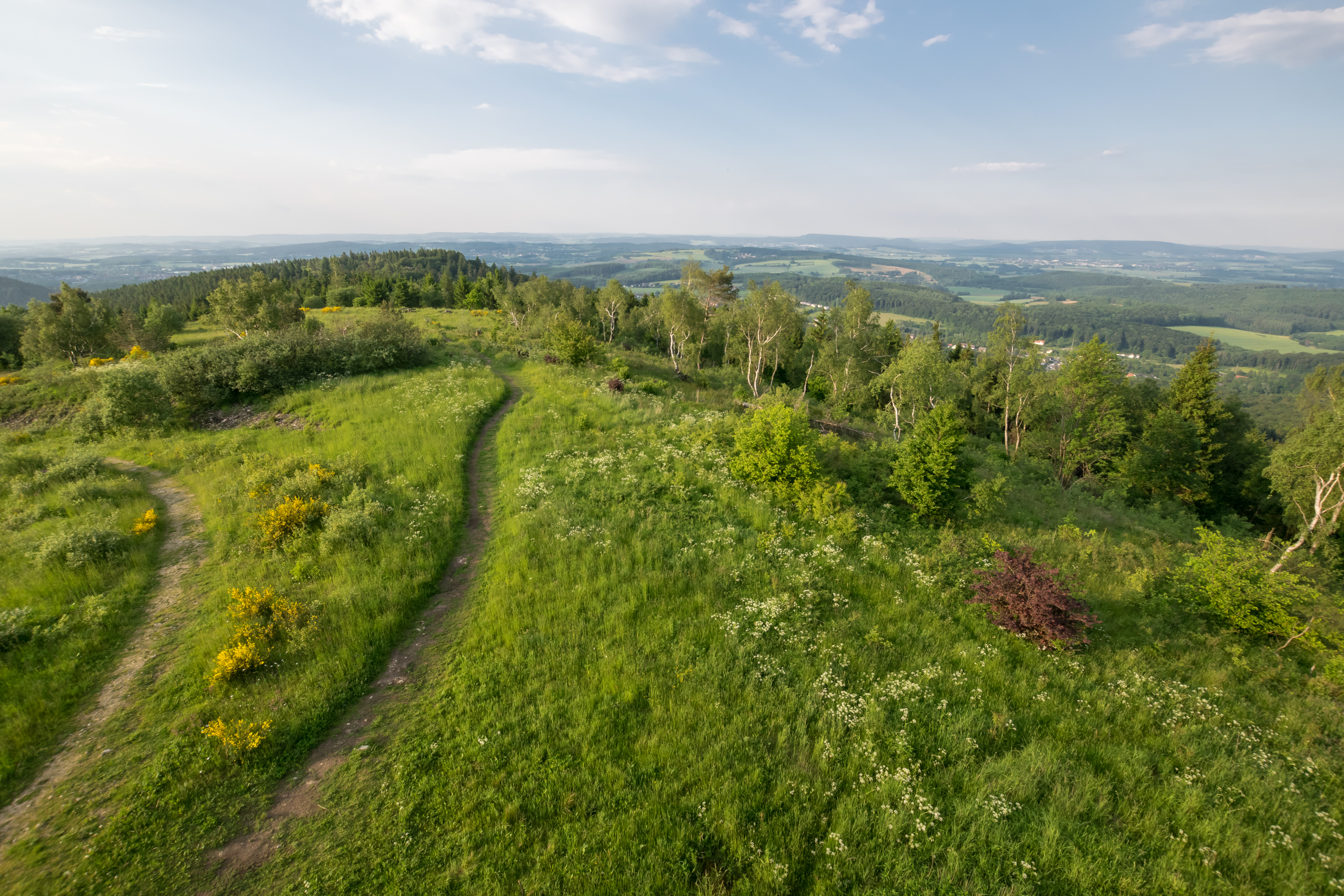
Naturschutzgebiet Egge-Nord (HX) (Juni 2016)

Das Naturschutzgebiet (NSG) Egge-Nord (HX) liegt im Kreis Höxter in Nordrhein-Westfalen. Das 466,1586 ha große NSG mit der Schlüssel-Nummer HX-008K3 wurde im Jahr 1970 ausgewiesen. Es erstreckt sich auf dem Gebiet der Stadt Steinheim südwestlich der Kernstadt. Am östlichen Rand des Gebietes verläuft die Landesstraße L 954, unweit westlich des Gebietes verläuft die L 828.